# Alberico Broglia di Chieri
Alberico Broglia di Chieri (fl. XIV-XV secolo) è stato un condottiero e capitano di ventura italiano.

## Biografia
Di Alberico Broglia di Chieri si hanno scarse notizie biografiche. Apparteneva alla famiglia dei Gribaldenghi, discendente del ramo dei Visconti di Baldissero.
Nel 1396 era con Biordo Michelotti, Brandolino Conte Brandolini ed Azzo da Castello a fare scorrerie nel contado di Perugia e a minacciare la città, tant'è che il magistrato, pensando di poterli allontanare con del denaro, diede ad ognuno di loro 400 fiorini. Il tributo non impedì e neppure frenò le devastazioni.
Quando il Michelotti fu al servizio della Repubblica di Firenze, i fuoriusciti della città tentarono di rivoltarsi con le armi contro il Broglia.
Il 10 marzo dello stesso anno fu occupato dal Broglia e dal Brandolini il feudo di Turrita, contrariamente alle promesse che i due venturieri avevano fatto alla Repubblica di Siena.
Nel 1404 il Broglia ricevette il feudo di Arignano.